# Manoutchehr Sotoudeh
Pour les articles homonymes, voir Sotoudeh.
Manoutchehr Sotodeh (en persan : منوچهر ستوده), né à Téhéran (Iran) le 19 juillet 1913 et mort à Tchalous (Iran) le 13 avril 2016, est un géographe iranien et érudit en littérature persane.

## Biographie
Manoutchehr Sotoudeh a écrit soixante livres et près de 300 articles. Il est le premier Iranien à avoir publié un dictionnaire dialectal. Il a également été professeur à l'université de Téhéran.